# Celerena pallidicolor
Celerena pallidicolor är en fjärilsart som beskrevs av W. Warren 1894. Celerena pallidicolor ingår i släktet Celerena och familjen mätare. Inga underarter finns listade i Catalogue of Life.